# Pararge schmidti
Pararge schmidti är en fjärilsart som beskrevs av Dioszeghy 1912. Pararge schmidti ingår i släktet Pararge och familjen praktfjärilar. Inga underarter finns listade i Catalogue of Life.